# Vaterland (Schiff, 1902)
Die Vaterland war ein 1902 gebautes Fahrgastschiff, das zunächst in Mainz und Wiesbaden auf dem Rhein, ab 1936 in Frankfurt am Main auf dem Main für Ausflugsfahrten genutzt wurde. 1991 wurde es nach Belgien verkauft.

## Geschichte
Das Schiff wurde 1902 auf Bestellung der Reederei Gesellschaft aus Mainz auf der Schiffswerft Christof Ruthof in Mainz-Kastel unter der Baunummer 249 auf Kiel gelegt. Es war das erste von vier Schwesterschiffen, die die Reederei Gesellschaft bei der Werft bestellt hatte. Der Schraubendampfer war nur 18,4 Meter lang, wurde von einer Dampfmaschine mit 66 PSi angetrieben und konnte 156 Fahrgäste befördern.
Wie alle Schiffe der Reederei, erhielt der Neubau den Namen der Inhaber mit einer fortlaufenden Nummer und wurde als Stenz van Meteren 5 in Dienst gestellt. Zusammen mit den drei Schwesterschiffen Stenz van Meteren 6 bis Stenz van Meteren 8 setzte die Reederei Gesellschaft sie zwischen Mainz und den nahegelegenen Orten ein. 1926 befand sich der Dampfer im Besitz der damals noch selbständigen Stadt Biebrich, die das Schiff auf den Namen Friede umgetauft hatte.
Um 1935 kauften Anton Klemenz und Johann („Hans“) Peter Nauheimer aus Schwanheim das Schiff, das zunächst einem Umbau unterzogen wurde. Die Maschine wurde durch einen Dieselmotor mit 150 PS ersetzt und das Schiff um sieben Meer auf 25,56 Meter verlängert. Anschließend erhielt es den neuen Namen Vaterland.
Zu dieser Zeit fuhren die Schiffe der Familie Nauheimer in der Reedereigemeinschaft Flettner-Nauheimer, die neben der Vaterland noch die Lohengrin, die Meteor und die Goethe betrieb. Sie wurden im Ausflugsbetrieb eingesetzt: Während die Vaterland insbesondere vom Eisernen Steg zur Gerbermühle eingesetzt wurde, verkehrten die Motorschiffe nach Schwanheim mit seinen Ausflugslokalen und Wäldern, weiter entfernten Zielen am Main und bis zum Rhein.
Während des Zweiten Weltkrieges wurde die Vaterland als Feuerlöschboot requiriert. Hauptaufgabe des Schiffes war es, vor allem Feuerlöschteiche aufzufüllen. Am Kriegsende fuhr Hans Nauheimer mit der Vaterland ans Griesheimer Ufer, öffnete die Flutventile und ließ sie auf Grund sinken, um die Zerstörung durch Bomben oder Kampfhandlungen zu vermeiden, wie es mit der Siegfried geschehen war.
Nach Ende des Krieges wurde die Vaterland gehoben und der Betrieb wieder aufgenommen. Als das Schiff Rheingold 1957 auf der Schiffswerft und Maschinenfabrik Mainz-Gustavsburg verbrannte, lösten die drei Nauheimer-Söhne und die drei Söhne der Familie Flettner die Reedereigemeinschaft auf und verkauften ihre Schiffe an die Köln-Düsseldorfer Deutsche Rheinschiffahrt. Die Nauheimer machten sich einzeln selbständig: Hans Nauheimer übernahm als selbstfahrender Schiffseigner die Vaterland.
1959 wurde die Vaterland noch einmal auf 32,80 Meter verlängert und der Dieselmotor durch einen neuen ersetzt, der nach unterschiedlichen Angaben 200 oder 230 PS leistete. Die Zahl der Passagiere wurde auf 245 Personen erhöht. Das Schiff wurde aufgrund seiner langen Dienstzeit für viele Frankfurter zu einem Teil des Stadtbildes am Mainufer. Noch bis Mitte 1991 betrieb Hans Nauheimer die Vaterland und verkaufte sie bei seinem Übergang in den Ruhestand nach Belgien. Der Name des Käufers und der neue Name des Schiffes sind nicht überliefert, auch der weitere Verbleib des Schiffes ist unklar.

## Das Schiff
Das Schiff wurde im Laufe seiner Geschichte zweimal umgebaut und dabei verlängert sowie mit neuen Motoren ausgestattet. Nach der Werftablieferung betrug die Länge 18,40 Meter, nach der ersten Verlängerung 1935 dann 32,80 Meter und nach der zweiten Verlängerung 1959 zuletzt 32,80 Meter. Mit dieser Abmessung war sie 6,20 Meter breit und wies einen Tiefgang von 1,20 Meter auf. Ihr Rumpf hatte einen Normalbug, dafür ein heute unübliches Kreuzerheck.
Angetrieben wurde das Schiff nach der Ablieferung 1902 von einer Verbundmaschine von Escher, Wyss & Cie aus Zürich mit 66 PSi. Beim Umbau 1935 erhielt sie einen Dieselmotor mit 150 PS und 1959 oder 1963 einen neuen Dieselmotor, der nach unterschiedlichen Angaben 200 oder 230 PS leistete. Damit erreichte die Vaterland eine Geschwindigkeit von 18 Kilometer pro Stunde. Das Schiff verfügte über zwei Decks und war 1902 für 156 Passagiere und zuletzt für 290 Passagiere zugelassen.